# Otó III de Wittelsbach
|  | No s'ha de confondre amb Otó I de Wittelsbach o Otó III de Baviera (1117 - 1183). |

Otó III de Wittelsbach, conegut també com a Otó V de Baviera, (11 de febrer de 1261 - 9 de novembre de 1312), membre de la dinastia Wittelsbach, fou duc de la Baixa Baviera (1390-1312) i rei d'Hongria i Croàcia entre 1305 i 1307 com Béla V.

## Família
Otó va néixer a Burghausen, i era fill d'Enric XIII de Baviera, i d'Isabel d'Hongria. Els seus avis materns eren Béla IV d'Hongria i Maria Lascarina.

## Biografia
Otó va succeir al seu pare el 1290 com duc de la Baixa Baviera, amb els seus germans menors, Lluís III i Esteve I. Va estar enfrontat als Habsburg i va tractar de recuperar el ducat d'Estíria que Baviera que havia perdut el 1180. La corona d'Hongria se li va oferir a Otó, que era net de Béla IV d'Hongria, el 1301, però no va acceptar fins al 1305.
L'agost de 1305, el seu oponent, Venceslau III de Bohèmia, que havia heretat del seu pare el regne de Bohèmia, va renunciar a la seva pretensió a Hongria, en favor d'Otó III. Aquest va arribar a Hongria aviat i va ser coronat amb la corona sagrada d'Hongria a Székesfehérvár pels bisbes de Veszprém i Csanád el 6 de desembre. Va agafar el nom de Béla V, el mateix que el del seu avi. No obstant això, Otó no va ser capaç de consolidar el seu govern. En el transcurs de 1306, Carles d'Anjou, opositor d'Otó, va ocupar Esztergom, el castell de Szepes/Spiš, Zólyom/Zvolen i algunes altres fortaleses al nord del regne, i l'any següent, també va ocupar Buda. El juny de 1307, el duc Otó III va visitar al poderós voivoda de Transsilvània, Ladislau Kan, però aquest el va detenir. El 10 d'octubre de 1307, els magnats presents a l'assemblea de Rákos proclamaren rei a Carles, però els aristòcrates més poderosos (Máté Csák, Aba Amadé i Ladislau Kan) tampoc li van prestar atenció. Al final de l'any, Ladislau Kan va deixar lliure a Otó, que després va abandonar el país, però el voivoda de Transsilvània es va negar a lliurar a la Santa Corona d'Hongria a Carles, la legitimitat del qual podria estar qüestionada sense la coronació amb aquesta.
Otó va abdicar el tron d'Hongria el 1308. Llavors va participar en els assumptes austríacs i hongaresos debilitant la seva posició a Baviera i finalment el va portar al fracàs a causa de problemes financers. A la historiografia hongaresa el consideren com un anti-rei durant l'interregne de 1301-1310.
Durant la seva presència a Hongria (1305-1308), la Baixa Baviera va ser governada pel seu germà Esteve I de Wittelsbach. Otó va ser succeït a la Baixa Baviera pel seu fill Enric XV de Baviera (III de Wittelsbach), que va compartir el poder amb els seus cosins, Enric XIV de Baviera (II de Wittelsbach) i Otó VI de Baviera (IV de Wittelsbach), ambdós fills d'Esteve I. Després Joan I de Wittelsbach/Baviera, un fill d'Enric XIV, va ser l'últim duc de la Baixa Baviera abans que el ducat fos reunificat per Lluís IV de Baviera o Wittelsbach, emperador del Sacre Imperi, el 1340.

## Matrimoni i fills
El gener de 1279, Otó es va casar amb Catalina d'Habsburg, filla de Rodolf I d'Alemanya i de Gertrudis de Hohenburg. Van tenir dos fills:
- Enric de Wittelsbach (1280) mort al mateix any de naixement
- Rodolf de Wittelsbach (1280), germà bessó de l'anterior, mort el mateix ant del seu naixement.

Catalina o Caterina va morir el 4 d'abril de 1282. Otó va romandre vidu durant vint anys. El 18 de maig de 1309, Otó es va casar amb Agnes de Glogau, filla d'Enric III, duc de Silèsia-Glogau, i Matilde de Brunswick-Lüneburg. Van tenir dos fills:
- Ines de Wittelsbach (1310-1360).
- Enric XV de Baviera o III de Wittelsbach, duc de Baviera (1312-1333).

Otó va morir a Landshut el 1312.